# Iso Vasikkasaari
Iso Vasikkasaari est une île du golfe de Finlande du quartier Matinkylä à Espoo en Finlande,,.

## Présentation
Iso Vasikkasaari est une Île de loisir d'Espoo (fi).
Elle est située à environ un kilomètre au sud-est de la marina de Nuottaniemi à Matinkylä.
La plus petite distance entre l'île et la zone continentale de Matinkylä est inférieure à un demi-kilomètre.
La superficie d'Iso Vasikkasaari est de 24 hectares et sa longueur maximale est de 0,79 km du nord au sud.
La partie sud d'Iso Vasikkasaari est assez naturelle.
La nature de l'île est luxuriante.
Sa côte est entourée d'une zone de roseaux et de prairies.
L'aulne glutineux pousse près des plages, en allant vers l'intérieur du côté sud de l'île, on monte une pente couverte d'épicéas jusqu'à des rochers de lichen où poussent des pins,.

## Galerie

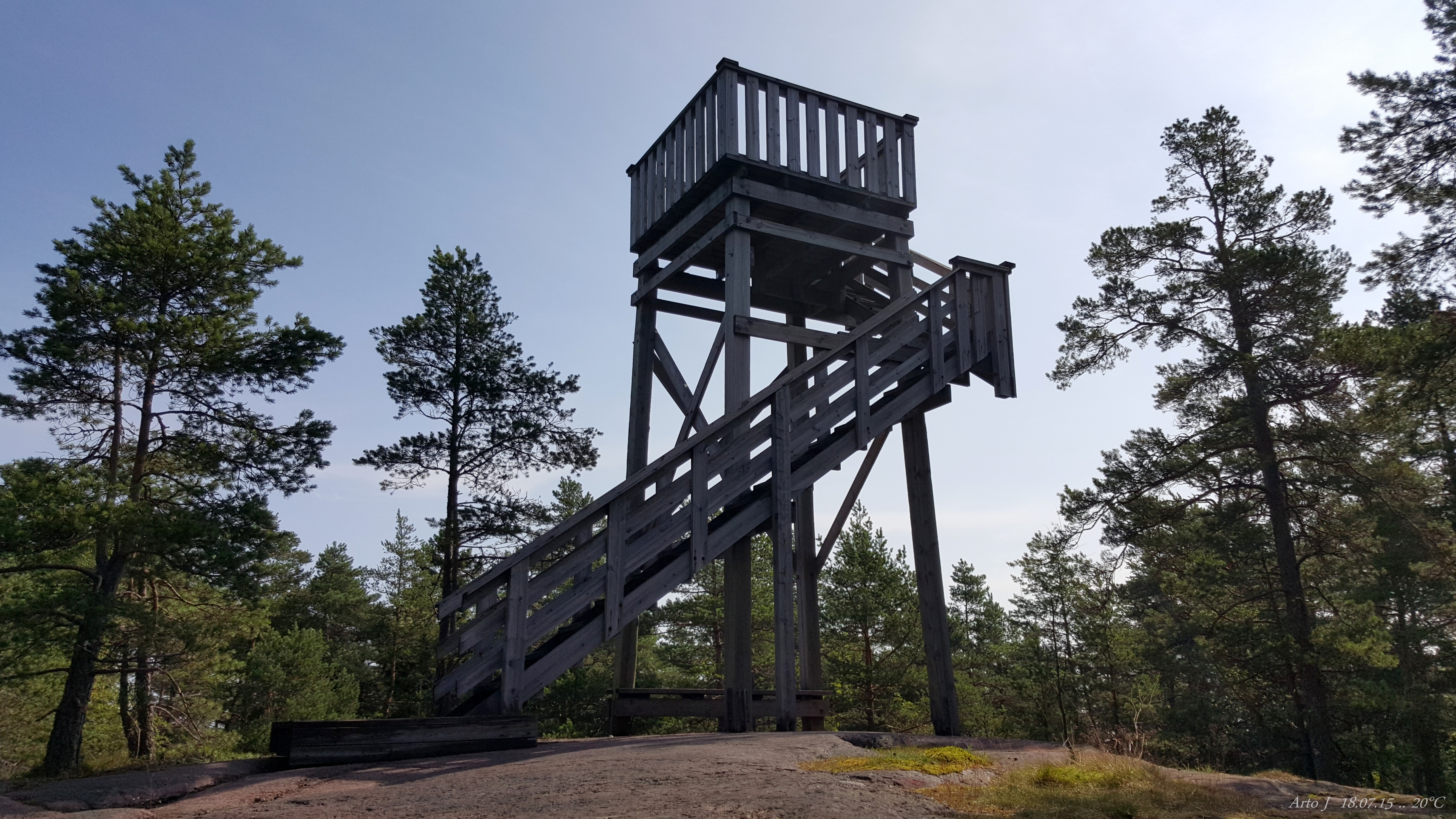
La tour d'observation.
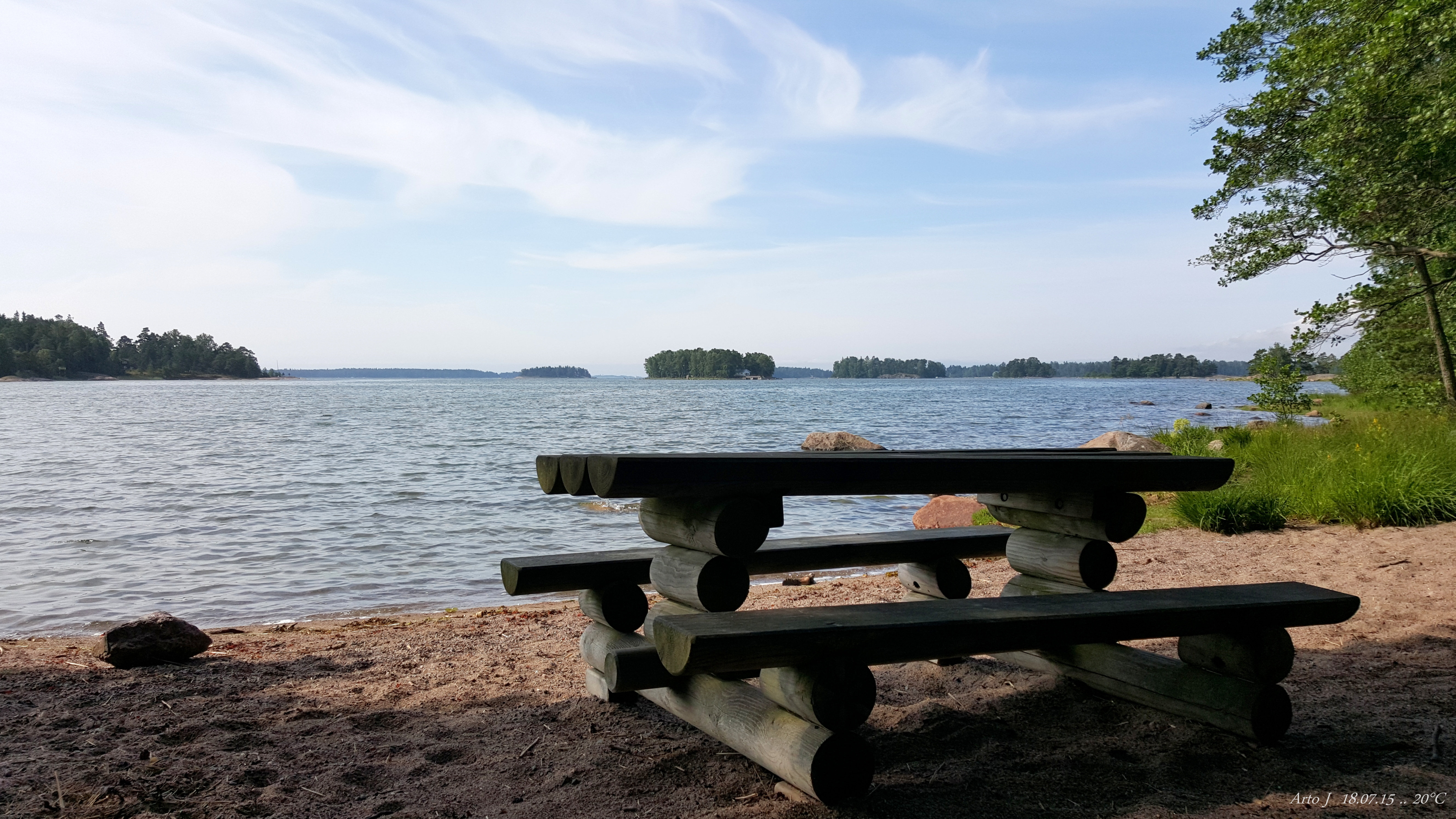
Rivage de l'île.
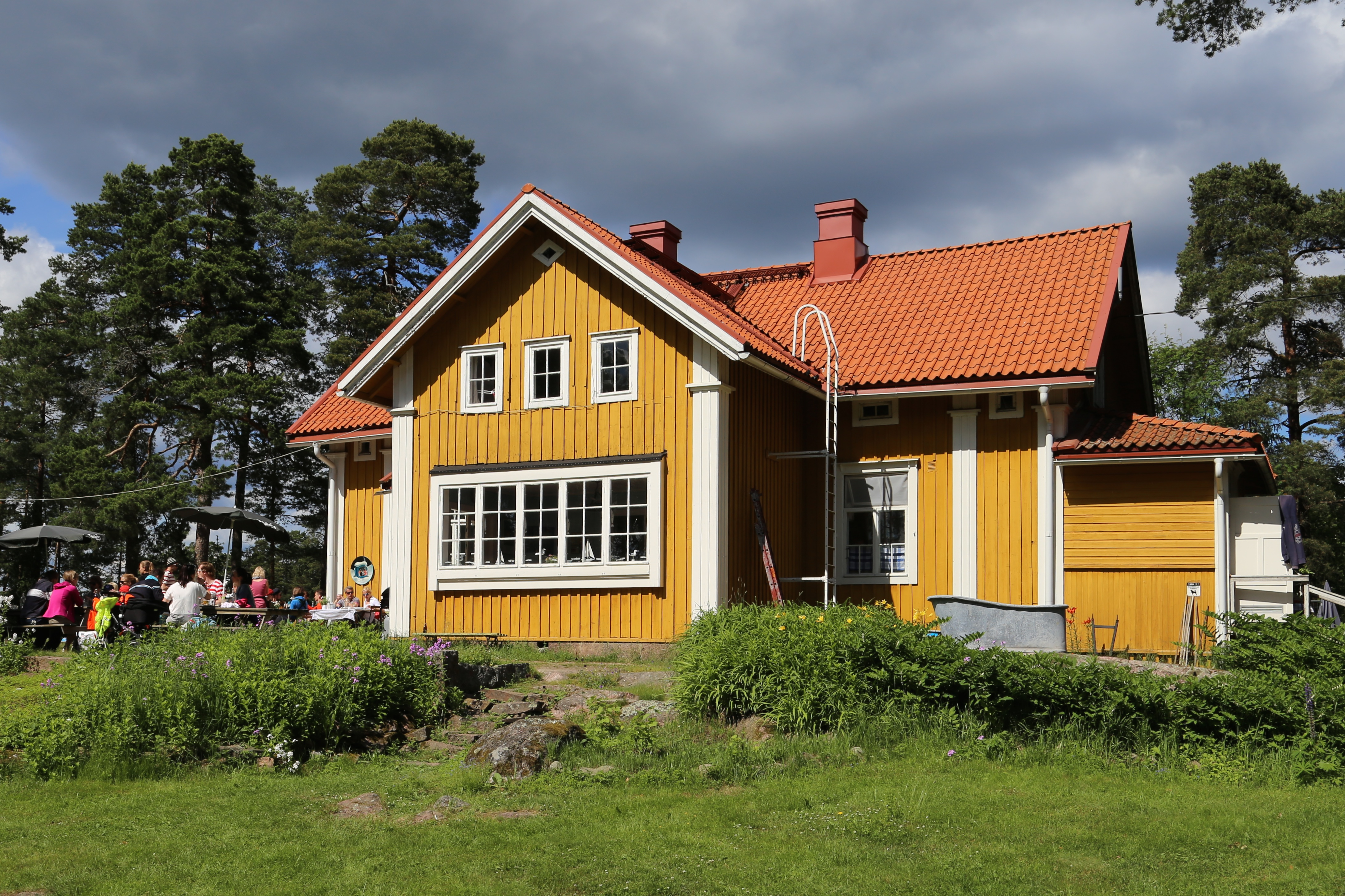
Restaurant Gula Villan.